# Günther Wilke
Günther Wilke (23. února 1925 Heidelberg – 9. prosince 2016) byl německý chemik, profesor organické chemie.
V letech 1969–1993 byl ředitelem Max-Planck-Institut für Kohlenforschung ve městě Mülheim an der Ruhr. V letech 1980–1981 předsedal Společnosti německých chemiků (Gesellschaft Deutscher Chemiker).
Jeho manželkou byla Dagmar Wilke, rozená Kind.